# Carter Bays (scénariste)
Pour les articles homonymes, voir Bays.
Carter Bays, né le 12 août 1975 à Shaker Heights, est un producteur et un scénariste américain. En 2013 il est annoncé aux commandes aux côtés de Craig Thomas du spin-off de How I Met Your Mother.

## Scénariste
- 2005-2012 : How I Met Your Mother
- 2005 : American Dad!
- 2002 : Late Show with David Letterman

## Producteur
- 2005-2012 : How I Met Your Mother